# ヒマラヤ〜地上8,000メートルの絆〜
『ヒマラヤ〜地上8,000メートルの絆〜』（ヒマラヤ〜ちじょうはっせんメートルのきずな〜、原題：히말라야）は、2015年公開の韓国映画。監督はイ・ソクフン、主演はファン・ジョンミン。アジア初のヒマラヤ8000メートル峰の登頂に成功した実在の登山家であるオム・ホンギルとその仲間たちが体験した実話を基にしている。韓国で観客動員数775万人を記録した。

## ストーリー
登山家オム・ホンギル（ファン・ジョンミン）は、アジア初のヒマラヤ8000メートル峰の登頂に成功するが、足の故障のため引退を余儀なくされる。その後、かつてヒマラヤ4座を共に登頂した愛弟子であり右腕だったムテク（チョンウ）が、悪天候のため下山中に遭難死したことを知る。そこは人間が存在できない〝デスゾーン〟と呼ばれるエベレスト地上8,750メートルの地。誰もが遺体回収を諦める中、ホンギルは数々の偉業を成し遂げたかつての仲間たちを集め「ヒューマン遠征隊」を結成。エベレスト山頂付近の氷壁に眠る仲間のため、山岳史上最も危険で困難な登攀に挑む。

## キャスト
- ファン・ジョンミン：オム・ホンギル - 登山家・登山チームの隊長
- チョンウ：パク・ムテク - 隊員
- チョ・ソンハ：イ・ドンギュ - 前隊長
- キム・イングォン：パク・チョンボク - 隊員
- ラ・ミラン：チョ・ミョンエ - 隊員
- キム・ウォネ：キム・ムヨン - 隊員
- イ・ヘヨン：チャン・チョルグ - 隊員
- チョン・ベス：チョン・ベス - 隊員
- チョン・ジェホン：チョン・ジェホン - テミョン遠征隊
- チョン・ギュス：キム会長　キム・チョンギュ - 東西スポーツ
- ソン・ビョンスク：ムテクの母
- イム・チェソン：トルジェ（シェルパ）
- パク・チホン：タワ（シェルパ）
- チョン・ユミ：チェ・スヨン - ムテクの妻  ※特別出演
- ユソン：チェ・ソノ  - ホンギルの妻  ※特別出演
- チョン・ジヨン：ラジオDJ  ※特別出演
- チョ・ダルファン：PD  ※特別出演

## スタッフ
- 監督：イ・ソクフン
- 脚本：スオ、ミン・ジウン
- 脚色：ユン・ジェギュン、イ・ソクフン、カン・デギュ、パク・スジン、イ・ジョンソク
- 製作総指揮：チョン・テソン
- 撮影：キム・テソン、ホン・スンヒョク
- 特殊効果：ホン・ジャンピョ
- 衣装：キム・ウンソク
- 音楽：ファン・サンジュン
- 美術：パク・イルヒョン
- ヘアメイク：ソン・ウンジュ
- 編集：イ・ジン
- 照明：キム・ギョンソ

## 受賞

### 2015年度
- 第52回百想芸術大賞：映画部門 女性助演賞（ラ・ミラン）
- 第36回黄金撮影賞：最優秀助演男優賞（キム・イングォン）
- 第11回マックスムービー 最高の映画賞：最高の女性助演俳優賞（ラ・ミラン）
- 題11回マックスムービー 最高の映画賞：最高のポスター賞